# نظام معلومات المسافرين الديناميكي

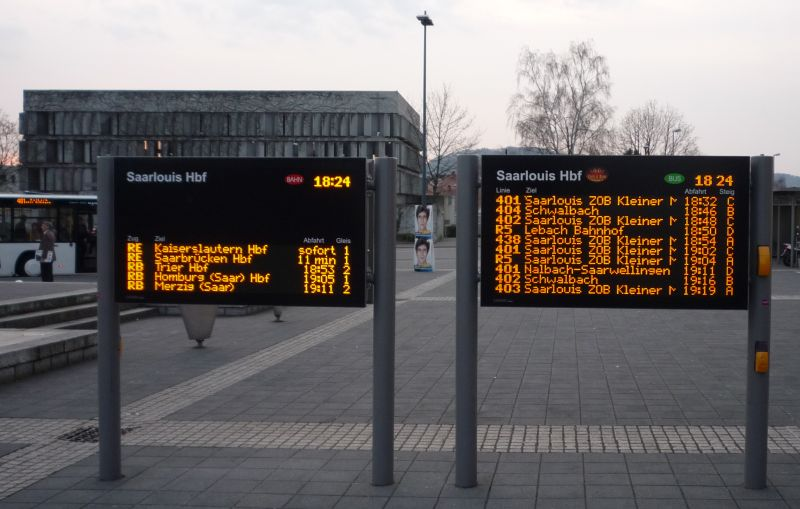

نظام معلومات المسافرين الديناميكي (بالإنجليزية: Daynamic Passenger Infroamtion System)‏ هو عبارة عن نظام يستخدم لإدارة معلومات المسافرين بشكل ديناميكي، بحيث تكون المعلومات المتوفرة في هذا النظام آنية وفعالة قدر الإمكان للمسافرين. الفرف بين نظام معلومات المسافرين ونظام معلومات المسافرين الديناميكي بإن الأول قد يكون عبارة فقط عن جدول مواعيد مرور الحافلات على محطة ضمن على مسار ما. أما في نظام معلومات المسافرين الديناميكي في قادر على معرفة التغيرات التي تحدث على جدول المواعيد بسبب الازدحام أو الحالات الطارئة وإظهارها على شاشات العرض المتوفرة في المحطات.